# گیاه‌پارچ نگروس
گیاه‌پارچ نگروس (نام علمی: Nepenthes negros)، یک گونه از سرده گیاه‌پارچ‌ها و بومی فیلیپین، به‌ویژه جزایر بیلیران و نگروس است.
گیاه‌پارچ نگروس متعلق به گروه غیررسمی گیاه‌پارچ باله‌دار است که شامل، گیاه‌پارچ باله‌دار، گیاه‌پارچ سسیلیا، گیاه‌پارچ گل‌قلمی، گیاه‌پارچ سارانگانی، گیاه‌پارچ کاپلاندی، گیاه‌پارچ منقرض، گیاه‌پارچ همیگویتان، گیاه‌پارچ کیتانگلاد، گیاه‌پارچ راموس، گیاه‌پارچ لیته، گیاه‌پارچ فرا و گیاه‌پارچ میندانائو می‌شود.
این گونه‌ها توسط تعدادی از خصوصیات ریخت‌شناسی، از جمله دمبرگ‌های بالدار، کلاهک‌هایی با برآمدگی‌های پایه در سطح پایین (اغلب به صورت ضمیمه) و پارچ‌های بالایی که معمولاً وسیع‌ترین نزدیک به پایه هستند، متحد می‌شوند.
پیشنهاد شده است که گیاه‌پارچ نگروس ممکن است در تنوع طبیعی گیاه‌پارچ راموس قرار گیرد، اگرچه مطالعات میدانی برای تأیید این مورد نیاز است.